# Сторожевой таймер
Сторожевой таймер, реже контрольный таймер (англ. watchdog timer, дословно — «таймер — сторожевой пёс») — аппаратно реализованная схема контроля над зависанием системы. Представляет собой таймер, который периодически сбрасывается контролируемой системой. Если сброса не произошло в течение некоторого интервала времени, происходит принудительная перезагрузка системы. В некоторых случаях сторожевой таймер может посылать системе сигнал на перезагрузку («мягкая» перезагрузка), в других же — перезагрузка происходит аппаратно (замыканием сигнального провода RST или подобного ему). В большинстве случаев, существуют специальные средства, позволяющие узнать причину сброса. Например, это первый сброс при включении питания, аппаратный сброс кнопкой или сигналом, или это сработал сторожевой таймер. В некоторых процессорах, сторожевой таймер вызывает не общий сброс, а прерывание.
Автоматизированные системы, не использующие оператора-человека, тоже подвержены ошибкам, зависаниям и другим сбоям (в том числе аппаратным), с использованием сторожевых таймеров увеличивают стабильность работы — нет необходимости ручного сброса. Поэтому наиболее частое их использование — встроенные системы различного назначения.

## Конструктивное исполнение
Физически сторожевой таймер может быть:
- Самостоятельным устройством.
- Компонентом устройства, например, микросхемой на материнской плате.
- Частью кристалла SoC, микроконтроллера.

Когда сторожевой таймер выполнен в виде самостоятельной микросхемы, например, серии ADM690 — ADM695, он может выполнять и функции монитора напряжения питания.